# Cratere Sytinskaya
Sytinskaya  è un cratere sulla superficie di Marte.